# Municipio de Washington (condado de Stone, Arkansas)
El municipio de Washington (en inglés: Washington Township) es un municipio ubicado en el condado de Stone en el estado estadounidense de Arkansas. En el año 2020 tenía una población de 275 habitantes y una densidad poblacional de 7,03 personas por km².

## Geografía
El municipio de Washington se encuentra ubicado en las coordenadas 35°54′32″N 92°2′20″O / 35.90889, -92.03889. Según la Oficina del Censo de los Estados Unidos, el municipio tiene una superficie total de 39.12 km², de la cual 38,15 km² corresponden a tierra firme y (2,49 %) 0,97 km² es agua.

## Demografía
Según el censo de 2010, había 263 personas residiendo en el municipio de Washington. La densidad de población era de 6,72 hab./km². De los 263 habitantes, el municipio de Washington estaba compuesto por el 96,96 % blancos, el 1,14 % eran amerindios y el 1,9 % eran de una mezcla de razas. Del total de la población el 0,38 % eran hispanos o latinos de cualquier raza.